# Jaroslav Havlíček

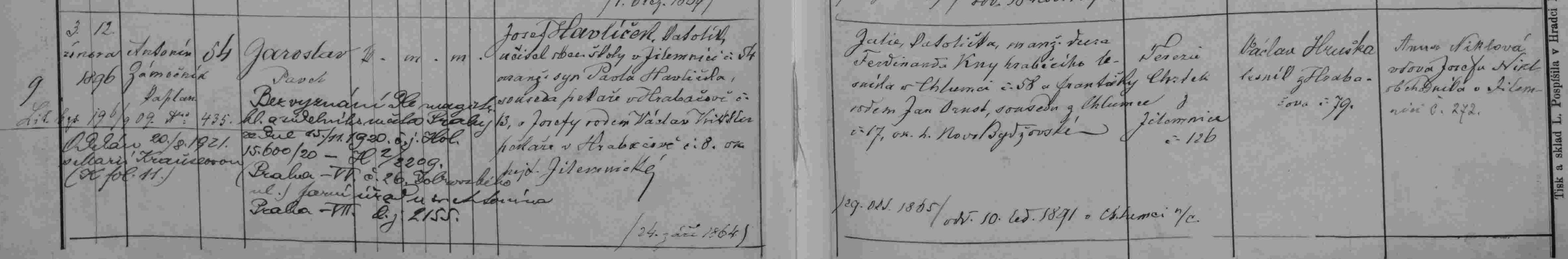
Acte de naissance et de baptême de Jaroslav Havlíček (registre N index N 1894–1913 Jilemnice (SOA Zámrsk))

Jaroslav Havlíček (3 février 1896, Jilemnice – 7 avril 1943, Prague,) était un écrivain tchèque. Il compte parmi les représentants les plus importants de la prose psychologique en Tchécoslovaquie.

## Biographie
Il vit le jour le 3 février 1896 à Jilemnice, dans la maison no 54. Son père, Josef Havlíček, exerçait le métier d'enseignant, tandis que sa mère, Julie Havlíčková (née Knýová), était la fille d'un forestier originaire des environs de Chlumec nad Cidlinou. Jaroslav Havlíček suivit des études scientifiques à Jičín, où il obtint son diplôme en 1913. L'année suivante, en 1914, il acheva sa formation à l'académie de commerce de Chrudim avant d'entamer des études à l'Université technique tchèque de Prague. En 1915, il s'engagea volontairement pour un an dans la Première Guerre mondiale, participant aux combats en Russie, en Italie et, en 1919, en Slovaquie. La même année, il reprit ses études universitaires et intégra la banque Živnostenská à Prague en tant qu'employé, où il resta tandis qu'il quittait ses études. En 1921, il épousa Maria Krauseová. Leur fils, Zbyněk Havlíček, deviendra poète surréaliste, tandis que son neveu, Karel Šebek, se fera également connaître comme poète. En 1943, durant la seconde guerre mondiale, il succomba à une méningite, épuisé physiquement.

## Œuvre
Son œuvre, influencée par les autodidactes et les spiritiste, se caractérise par plusieurs romans dont l'action se situe dans une petite ville à la frontière des XIXe et XXe siècles. À travers ses récits, il dépeint avec un réalisme presque naturaliste, parfois froid et détaché, des destins humains tragiques, la dégénérescence, ainsi que les tourments intérieurs de personnages profondément perturbés, souvent confrontés à des situations extrêmes. Doté d'un talent exceptionnel de conteur, il a su créer des figures marquées par une grande force morale et psychologique.

### Romans
- Désirs arides (Vyprahlé touhy) – 1935, la version révisée a été publiée en 1944 sous le titre Les lampes à pétrole.
- Les Lampes à pétrole (Petrolejové lampy)  – Ce roman raconte l'histoire de Štěpánka, une femme peu attirante mais profondément sensible, qui ne parvient pas à se marier. Elle finit par épouser son cousin Pavel, un homme endetté et alcoolique, simplement parce qu'il est le seul à vouloir d'elle. En épousant Pavel, elle prend également le contrôle de la ferme où elle a grandi. Cependant, Štěpánka réalise rapidement que son mari ne pourra jamais lui offrir le bonheur qu'elle espérait. De plus, elle découvre qu'il est en phase terminale de la syphilis.
- L'Invisible (Neviditelný)  – 1937, l'intrigue se déroule au sein d'une famille riche qui se désintègre lentement. Le personnage principal, un ingénieur, épouse une héritière d'usine. Après leur mariage, ils découvrent qu'un oncle dérangé, qui se croit invisible, vit avec eux dans la maison. Cette situation finit par détruire leur union, et la femme de Peter sombre dans un état psychotique similaire. Le roman a également été publié en version audio, narrée par Jiří Schwarz, dans l'édition Maître des mots publiée par Audiotéka.
- La Troisième (Ta třetí)  – 1939, l'histoire d'un fonctionnaire insignifiant déchiré entre deux femmes. En fin de compte, il perd les deux et choisit la troisième : la mort.
- Helimadoe – 1940, l'histoire suit cinq sœurs, dont les prénoms sont formés à partir des premières syllabes de leurs noms, et qui vivent sous le contrôle d'un père médecin excentrique. Les sœurs se prénomment Helena, Lidmila, Marie, Dora et Ema. Le récit est raconté par le jeune narrateur, Emil.
- Peau de loup (Vlčí kůže) – 1939/67, suite inachevée des Lampes à pétrole.

### Nouvelles
- Máňa – 1925, les souvenirs de Havlíček de son enfance à Jilemnice
- L'Homme aux sept sœurs (Muž sedmi sester) – 1927, grotesque au motif érotique, publié à titre posthume dans les années 1990.
- Le printemps à la maison (Járo v domě) – 1927
- La Comtesse Camilla (Komtesa Camilla)  – 1930/1944, une histoire d'amour et d'illusions d'un jeune acteur.
- Échapper à la civilisation (Útěk z civilizace) – 1941, cette œuvre s'écarte de l'œuvre de Havlíček, elle se déroule à Tahiti et le motif est la fuite des problèmes de son pays d'origine et la lutte avec la conscience.
- Petit Fils (Synáček) - 1942
- La disparition de la petite ville d'Olšina (Zánik městečka Ošiny) – 1944, Il s'agit d'un recueil de nouvelles fantastiques publié après la mort de l'auteur. L'histoire principale suit les derniers jours de la petite ville d'Olšina, après l'annonce de la mort de Dieu. Une série d'événements étranges se déroule dans la ville : les morts ressuscitent, les champs sont envahis par des milliers de corbeaux noirs. Tout cela mène à un affrontement entre les anges et les forces infernales.
- La Colline de Verre (Skleněný vrch)  – une nouvelle sur laquelle a été basé le film "Barbora Hlavsová".

### Cycles de nouvelles
- Les vierges imprudentes (Neopatrné panny) – 1941, écrit en 1929-1932.
- Chemin des marionnettes (Cesta loutek)
- De l'amour vain (O marné lásce)
- Le Diable sur le mur (Čert na zdi)
- Contradictions (Vzdoropohádky)
- Le Fantôme du juge Paukner (Duch soudce Pauknera)

Un certain nombre de recueils de nouvelles ont été compilés et publiés à partir de son œuvre à titre posthume :
- Le Miracle des flamants roses (Zázrak flamendrů)  – 1964
- Le Vendeur de temps (Prodavač času)  – 1968
- La Montre de M. Balabán (Hodinky pana Balabána)  – 1986

Il a publié ses nouvelles dans de nombreuses revues, dont Lumir, Zvon et Národní listy.

## Filmographie
Des films (productions télévisées) ont été réalisés sur la base des thèmes de Jaroslav Havlíček :
- Barbora Hlavsová (sujet Jaroslav Havlíček, d'après la nouvelle Skleněný vrch, mise en scène de Martin Frič, 1942)
- L'Invisible (Neviditelný) (production télévisée, réalisé par Jiří Bělka, 1965)
- La Troisième (Ta třetí) (réalisé par Jaroslav Balík, 1968)
- Le Papillon et la mort (Motýl a smrt) (production télévisée, basée sur la nouvelle Stone Orchestra, réalisée par Jiří Bělka, 1968)
- Les Lampes à pétrole (Petrolejové lampy) (réalisé par Juraj Herz, 1971)
- L'Orchestre de Pierre (Kamenný orchestr) (production TV, réalisé par Jan Matějovský 1981)
- Le Fantôme du juge Paukner (Duch soudce Pauknera) (production télévisée, réalisée par Anna Procházková, 1983)
- La Malédiction de la Maison des Hajn (Prokletí domu Hajnů) (d'après le roman L'Invisible, réalisé par Jiří Svoboda, 1988)
- Helimadoe (réalisé par Jaromil Jireš, 1993)
- La Clairvoyante (Jasnovidka) (téléfilm, réalisé par Viktor Polesný, 1997)
- La Troisième (Ta třetí) (téléfilm, réalisé par Dušan Klein, 2001)
- Škoda lásky (série télévisée en quinze épisodes, dont deux sur le thème de Jaroslav Havlíček, 2013)

## Numérisation de l'œuvre
En 2015, l'œuvre complète de Havlíček a été numérisée et mise à disposition en ligne gratuitement. La ville de Jilemnice, le musée Krkonoše, Vojtěch Mečíř et la société 2ebook ont participé au projet Havlíčkova Jilemnice.

## Littérature
- (cs) Vladimír Forst et Cie, Lexikon české literatury : osobnosti, díla, instituce. 2/I. H-J, Prague, Academia, 1993 (ISBN 80-200-0468-8)